# ماسک (فیلم ۱۹۸۸)
ماسک (ایتالیایی: La maschera) فیلمی ایتالیایی در سبک رمانتیک است که در سال ۱۹۸۸ منتشر شد. از بازیگران آن می‌توان به هلنا بونهام کارتر و ماریا تدسکی اشاره کرد.